# Rashid bin Abdullah Al Khalifa
Rashid bin Abdullah Al Khalifa es un miembro del familia real de Baréin. Desde 2004 es el ministro de Interior de Baréin.

## Familia
Rashid es hijo único de Abdullah bin Ahmed Al Khalifa, hijo de Ahmad bin Muhammad Al Khalifa, hijo de Muhammad bin Isa Al Khalifa al-Haj (1878-??), hijo de Isa ibn Ali Al Khalifa (1848–1932)  gobernante de Baréin desde 1869 hasta su muerte en 1932. 

## Carrera profesional
Khalifa fue jefe de personal de las Fuerzas de Defensa de Baréin desde octubre de 2001 hasta mayo de 2004 con el rango de general de división.
Fue nombrado Ministro del Interior por el Rey Hamad bin Isa Al Jalifa en mayo de 2004. Khalifa sustituyó a Mohammed bin Khalifa bin Hamad Al Khalifa, que había ejercido ese puesto desde 1974 y fue despedido tras los enfrentamientos entre manifestantes Shia y fuerzas de seguridad en Manama. Mohammed fue nombrado jefe adjunto del consejo de la familia real en su lugar. Rashid fue ascendido al rango de teniente general tras su nombramiento como Ministro del Interior. [cita requerida]

## Ministro del Interior
Como Ministro del Interior de Baréin, Rashid acuerda con el Rey y con el Primer Ministro la designación de sus subordinados. Es responsable del desarrollo de las fueras policiales bahreiníes. Del ministro depende la subsecretaría del Interior, la subsecretaría de Nacionalidad, Pasaportes y Residencia (NPRA, por sus siglas en inglés), el jefe de Seguridad Pública, el inspector general y el coordinador general de Gobernaciones. Además, una serie de agencias rinden cuentas al directamente Ministerio. Se trata de la Dirección General de Investigaciones Criminales y Ciencias Forenses, la Dirección General de Tráfico y la Dirección de Asuntos Financieros.

## Primavera Árabe
En 2011 la población bahreiní reclamó mejoras en el funcionamiento de su sistema político y mayores libertades políticas y sociales. Las protestas se enmarcaron en el contexto de la Primavera Árabe y según estimaciones del propio gobierno de Baréin, llegaron a participar en ellas hasta un tercio de la población total.
Tras una ambivalencia inicial, el gobierno respondió con dureza a las protestas y reprimió posteriormente a los que participaron en ellas. El Ministerio del Interior jugó un papel esencial en la ejecución de la represión. Según numerosos organismos internacionales y asociaciones de derechos humanos, el Ministerio es responsable de multitud de violaciones de derechos humanos. 
Igualmente, al menos un prisionero bahreiní alega que el ministro del Interior estuvo presente en las investigaciones que llevaron a su condena y que en varios momentos incluyeron el uso de torturas para extraer confesiones forzosas. 